# John de Mol
Pour les articles homonymes, voir Demol.
Johannes « John » Hendrikus Hubert de Mol, né le 24 avril 1955 à La Haye, est un homme d'affaires, magnat des médias et producteur néerlandais, fondateur d'Endemol avec Joop van den Ende (en).
Il est considéré comme l'un des fondateurs de la téléréalité moderne.

## Biographie
Fils de John de Mol Sr, chanteur et producteur néerlandais, John de Mol se tourne très tôt vers le monde des médias, il travaille pour des radios et des chaînes de télévision néerlandaises. Il se consacre alors à la production et fonde sa propre société, John de Mol Produkties, qui fusionne en 1994 avec Joop van den Ende Producties pour former Endemol Entertainment, devenu Endemol.
En 2000, la société Telefónica achète Endemol, mais John de Mol reste actionnaire. 
En 2007, un consortium composé de Mediaset, le groupe de Silvio Berlusconi, Goldman Sachs et John de Mol rachètent les parts détenues par Telefónica (75 %).
En 2004, John de Mol participe à un jeu de télé-réalité en Allemagne, mais le programme ne va pas à son terme, faute d'une audience suffisante.
En 2005, Forbes le classe parmi les cinq cents plus grosses fortunes de la planète. C'est cette même année qu'il fonde sa première chaîne de télévision aux Pays-Bas, Talpa.
John de Mol était marié à l'actrice et chanteuse Willeke Alberti, leur fils, Johnny de Mol est lui aussi acteur, tout comme Linda de Mol, sœur de John. Il vécut une histoire d'amour de quatre ans (1980-1984) avec Marga Scheide, chanteuse du girl group Luv'.